# Benjamin Höijer
Benjamin Karl Henrik Höijer (Lilla Klingsbo, 1º giugno 1767 – Uppsala, 13 giugno 1812) è stato un filosofo svedese idealista.
È sepolto nel vecchio cimitero di Uppsala.

## Infanzia ed educazione
Benjamin Hoijer nacque da una famiglia di lunga stirpe, che potrebbe essere giunta nel comune di Arboga intorno alla fine del 1500 ricoprendo ruoli nel clero e fra la classe media. Il padre Henric Hoijer era decano della parrocchia di Big Skedvli e Kumla, mentre il nonno e gli zii erano direttori dell ufficio postale a Västerås; Israele Hoijer invece, suo bisnonno, era il preside di Västerås mentre la bisnonna era la sorella di Abram Hülpers.
Frequentò la scuola di Västerås per due anni.

## Istruzione
Hoijer risulta iscritto presso l'Università di Uppsala nel 1783, dove ha acquisito la conoscenza del greco, della letteratura latina e la storia, ma in particolare si dedicò alla filosofia, dopo essere stato ispirato da Daniel Boëthius nelle sue lezioni su Kant. Appena tre anni dopo la nomina a professore, venne considerato un pericoloso dissidente politico durante il governo autoritario gustaviano. Viene descritto dalla storiografia nazionale, come uno dei più alti pensatori svedesi.

## Carriera accademica
Diviene professore nel 1789, con la tesi Quid costumi artibus elegantioribus debeant, venendo chiamato come professore associato di filosofia pratica . Seguirà una breve parentesi nel 1790, in cui si iscrive al Registro del Commercio a Stoccolma, tornando però già nel 1791 ad Uppsala.
Fra il 1795-1798 rimase attivo nell'ambito accademico ufficiale e letterario svedese, compiendo un viaggio in Danimarca e Germania, per poi fare la conoscenza di Klopstock, stringendo amicizia anche con Reinhold e soprattutto con Fichte e Schelling.
Nel 1799 viene nominato all'unanimità e al primo voto, per la cattedra di filosofia teoretica, divenuta vacante dopo Per Niklas Christiernin. Egli avvierà la sua mansione con un celebre scritto sulla "Costruzione in Filosofia", non molto considerato in patria, ma ottimamente recensito dallo Schelling.

## L'esilio volontario
Per sfuggire alle accuse politiche, Hoijer fra il 1800-1802 intraprese un nuovo viaggio, nel quale trascorse un intero anno a Parigi, visitando la Svizzera e abitando a lungo a Berlino. In questa città, riscoprì gli interessi morali, mentre cercava inutilmente di ritornare a Parigi, divenendo intimo amico di Fichte, facendo la conoscenza di Ludwig Tieck, dei fratelli August Wilhelm Schlegel e Friedrich Schlegel e altri. Durante la sua assenza all'estero, cercò senza successo una cattedra presso l'Accademia reale di Turku. Al suo ritorno in Svezia le cose non furono semplici e soltanto dopo la rivoluzione politica nel 1809, venne promosso a professore di filosofia teoretica all'Università di Uppsala.

## La persecuzione politica
Le ragioni per cui un pensatore così significativo come Hoijer, non poté tornare al suo posto come docente per nove anni, vanno cercati all'ombra della paura per Gustavo IV Adolfo di Svezia, insieme a certe condizioni presso l'Università di Uppsala fino almeno al 1790. Egli stimovalava in effetti una discussione ed un circolare di questione, che erano una sorta di imitazione dei club di Parigi. Tuttavia, la maggior parte di queste discussione non erano di carattere politico, ma estetico - retorico. Queste comunque caddero in discredito, perché considerate contrarie ad un certo senso morale nell'estetica.

## Il circolo
Ciò nonostante questo circolo, in svedese Juntan (la giunta) veniva ai tempi definito come un "vivaio per giacobinismo e per i soggetti più criminali", tale nomea è dovuta al inclusione di un elemento indiscutibilmente politico nel gruppo. Lo scopo della giunta era infatti non solo fondere il suo Idealismo ai principi della Rivoluzione francese, ma i suoi membri - Carl von Rosenstein , Gustaf af Wetterstedt , Hans Järta , Erik Abraham Almqvist , Marcus Wallenberg e altri - si riunivano anche per lo scambio di idee riguardo ai soggetti politici, nutrendo interesse per quelle libertà civili che temevano di esporre pubblicamente.
Quando fu noto che le opinioni filosofiche del filosofo, erano correlate a Kant, Schelling ed in particolare a Fichte, Gustavo IV Adolfo di Svezia strumentalizzò tali voci per ritrarre Hoijer anche come un ateo.

## Le idee politiche
Hoijer infatti nelle sue opinioni politiche era distante da qualsivoglia estremismo. Ciò è dimostrato non solo dalle numerose recensioni che lo nominano, ma dal nutrito numero di documenti da lui redatti sulla Rivoluzione francese. Questi saggi dimostrano in modo inequivocabile che, anche se Hoijer non era favorevole alla monarchia assoluta (e quindi al governo della Svezia a lui contemporanea), era ancor meno erano sostenitore della democrazia , mentre il suo ideale politico era una monarchia costituzionale.
E se in una fase precedente della sua vita fu portatore di alcune nozioni utopistiche per quanto riguarda la rivoluzione francese e gli uomini che erano leader in questa, tali credenze scomparvero del tutto nel suo soggiorno a Parigi.

## Riabilitazione politica
Egli si rifiutò di tenere conferenze pubbliche sulla sua preziosa filosofia dell'arte, dal momento in cui il ministero respinse la sua domanda, presentata nel 1806, per il permesso di pubblicare una rivista letteraria che si avrebbe riguardato solo filosofia ed arte straniere, con la promessa di non toccare temi politici e religiosi.
Quando Hoijer ricevette la cattedra tanto atteso, il clima di Uppsala non fu facile e combatté alla lunga con altri docenti per le sue opinioni, era conosciuto infatti come un ottimo espositore e pensatore, ma anche come un uomo cocciuto e battagliero.

## Il pensiero filosofico
Hoijer è stato a lungo considerato, come il primo tra i filosofi svedesi. La sua indipendenza come pensatore e il suo posto nella storia svedese della filosofia erano dati, da alcune brillanti seppur graduali anticipazione di Fichte, Schelling ed Hegel, oltre ad un'ultima fase del suo pensiero in cui andrebbe addirittura oltre Hegel.
Hoijer parte in definitiva da Kant , che egli considera come primo tra i filosofi, ma trova ben presto il bisogno di cercare di superare il dualismo kantiano, il contrasto tra i due principi non contigui, in vista dei quali il kantismo si dissolve. Kant è rimasto, tuttavia, a metà strada, nel senso che egli ha definito la forma della conoscenza, ma questa deriva i suoi contenuti da una realtà sottostante ed esterna (la cosiddetta cosa in sé).
Questa mancanza di Kant si orienta in direzione di Fichte, il quale ha affermato che la coscienza sarebbe dovuta non solo alla forma di conoscenza, ma anche al suo contenuto; anche lui però è prigioniero di un dualismo, anche se in una forma diversa rispetto a Kant. Fichte dipende da un impulso, attraverso cui il sé è ostacolato nel suo movimento verso l'esterno e ricondotto al punto di partenza.
La debolezza delle concezioni di questo Fichte è stato compresa da Hoijer, che anticipò la posizione identitaria saldamente afferrata da Schelling nella base ideale del cosiddetto sistema dell'identità.
La correlazione citata tra i Hoijer e Schelling non preclude differenze significative tra di loro, come nei termini della filosofia naturale, relata all' attività pratica, pur essendo considerata come la più alta forma di vita dello Spirito .
Nel suo trattato sulla costruzione in filosofia, egli si oppone a Kant, il quale sostenva che la costruzione dei concetti sarebbe possibile solo in matematica, cercando di dimostrarne la sua giustificazione anche nella filosofia, trovandola in essa stessa. Nei saggi più tardi egli critica le posizioni anche dell'idealismo assoluto, in cui cerca di trovare una differenziazione.

## L'estetica
Una particolare attenzione merita la questione estetica, tanto più per il fatto che anche prima di Solger - che è generalmente considerato il primo in questo ambito - egli concepì un sistema completo, come teoria della bellezza e dell'arte. Questa teoria si distingue non solo per la semplicità della disposizione, pur sistematica, ma anche per le indagini sui concetti estetici che, pur se legate al suo tempo, godono ancora di ampio valore.

## Scritti
- Om anledningen, hufvudinnehållet och de senare framstegen och förbättringarna af den kritiska filosofien;
- Om den philosophiska constructionen;
- De systemate;
- Om åskådning;
- Om ett pragmatiskt afhandlingssätt i historien;
- Öfversigt af skrifter hörande till den franska revolutionens historia;
- Om de gamles och nyares vitterhet och vältalighet i jämförelse med hvarandra;
- Om skön konst hos de nyare;
- Föreläsningar öfver den sköna konstens filosofi;
- Idéer till den sköna konstens historia.